# Копперс, Вильгельм
Вильгельм Копперс (8 февраля 1886, Альпен — 23 января 1961, Вена, Австрия) — немецко-австрийский этнолог, антрополог, социолог, лингвист, историк, католический священник, богослов, педагог, редактор, миссионер Общества Слова Божьего (лат. Societas Verbi Divini, SVD). Доктор наук.
Один из главных представителей католической «венской школы» в этнографии, ближайший сотрудник патера В. Шмидта, защитник теории «прамонотеизма».

## Биография
В начале своего жизненного пути решил стать иностранным миссионером. В 1911 году окончил миссионерскую школу Св. Гавриила в Мёдлинге (Австрия) (обучался совместно с Мартином Гузинде). Ученик антрополога Вильгельма Шмидта.
С 1913 года тесно сотрудничал с Вильгельмом Шмидтом, в течение 18 лет вместе с ним редактировал влиятельный журнал Anthropos.
В 1911 году был рукоположён в миссионерский орден Общества Слова Божьего, но слабое здоровье помешало ему приступить к миссионерской работе. Сосредоточившись на этнологии и санскрите, он защитил докторскую диссертацию в Венском университете (1917)).
В 1921—1922 годах сопровождал антрополога Мартина Гусинде в экспедиции к индейцам Огненной Земли.
С 1924 года — приват-доцент, с 1928 года — профессор этнологии и директор недавно основанного Института этнологии Венского университета (1929—1938 и 1945—1951), ставшего одним из лучших исследовательских центров Европы и повлиявшим на карьеру нескольких известных антропологов, в том числе Клайда Клакхона и Роберта Лоуи.
В 1938 году был уволен, предположительно из-за активной критики идеи нордического происхождения «индоевропейской расы», провозглашённой национал-социалистами.
С 1940 по 1944 год жил в эмиграции в Швейцарии.

## Научная деятельность
Начинал, как сторонник теории Kulturkreise (Теория культурных кругов), которая постулировала существование различных древних культурных комплексов, которые последовательно широко распространились и смешались в течение ранней предыстории человека. Пытался соединить её вместе доктриной политического католичества.
К 1931 году принял историческую методологию, которую он считал применимой к любому историческому периоду и этнологической проблеме оценки культурных явлений. Таким образом, Копперс попытался объяснить происхождение государства и истолковать раннее социальное развитие человека на всемирной исторической основе.
Выступал за сравнительный исторический подход к пониманию культурных явлений и чьи исследования охоты и собирания пищи племенами породили теорию происхождения и развития общества. Основные исследовательские интересы Копперса были связаны с племенами бхилов в центральной Индии. В 1938—1939 годы побывал с экспедицией в Центральной Индии, где изучал бхилов.

## Избранные труды
- Unter Feuerland-Indianern: Eine Forschungsreise zu den südlichsten Bewohnern der Erde mit M. Gusinde. Strecker und Schröder, Stuttgart 1924.
- Die Indogermanenfrage im Lichte der historischen Völkerkunde. St. Gabriel/Mödling bei Wien 1935.
- Die Indogermanen- und Germanenfrage: Neue Wege zu ihrer Lösung. Verlag Anton Pustet, Salzburg 1936.
- Geheimnisse des Dschungels: Eine Forschungsreise zu den Primitivstämmen Zentral-Indiens 1938-39. J. Stocker, Luzern 1947.
- Die Bhil in Zentralindien. F. Berger, Horn/Wien 1948.
- Der Urmensch und sein Weltbild. Herold, Wien 1949.